# Conferencia magistral
Una conferencia magistral es una disertación dada por una persona conocida o importante. El contenido de la conferencia no tiene que ser estrictamente brillante, bien estructurado o basado en una investigación profunda. Ha bastado con que un político importante, un empresario reconocido o un escritor famoso convoque a su conferencia, para que los medios la califiquen como tal.
Últimamente califican las conferencias como magistrales antes de ser presentadas, por lo que es incorrecto. El calificativo se le da a la expresión luego que se ha expuesto al público. No podemos decir que una conferencia es magistral sin haberla visto, por lo que la conferencia que se presentará en el futuro no podrá nunca ser calificada como magistral. Al escuchar los comentarios de los presentes luego de la disertación será válido el calificativo que ofrezcan, por lo que en este momento sí podremos dar el aval de que ha sido o no magistral. En ese mismo orden, la conferencia que se ha de presentar en secuencia al día siguiente (por ejemplo) no podrá llamarse: "conferencia magistral" ya que, no sabremos su resultado en cuanto a si causó sensación o no y si el manejo del presentador ha sido el deseado.
Una conferencia es un evento donde una persona al frente expone un tema específico y la duración va de 30 a 90 minutos. Si es más larga podría tomarse como seminario o minicurso y si es de menos tiempo podría ser considerada como una charla. Lo ideal son 50 minutos. En una conferencia no necesariamente los asistentes hacen preguntas. Dependiendo de la cantidad de personas, de la dinámica del conferencista y del tiempo, podría suceder que hubiera comentarios del público. Un punto importante es comprender que una conferencia no va a educar a los participantes. Únicamente los va a inspirar para que después ellos continúen.